# 必由之路
《必由之路》（英語：The Only Road）是由中共中央宣传部、国家广播电视总局、中央改革办、中央党史和文献研究院、国家发展改革委员会、新华通讯社、中央广播电视总台、中央军委政治工作部联合制作的庆祝改革开放四十周年的八集大型政论专题片，于2018年12月11日至17日每晚8点在中央电视台综合频道播出。

## 分集
| 集数   | 名称         | 播放日期       |
| ------ | ------------ | -------------- |
| 第一集 | 《历史之约》 | 2018年12月11日 |
| 第二集 | 《关键抉择》 | 2018年12月12日 |
| 第三集 | 《伟大跨越》 | 2018年12月13日 |
| 第四集 | 《力量之源》 | 2018年12月14日 |
| 第五集 | 《立国之本》 | 2018年12月15日 |
| 第六集 | 《兴国之魂》 | 2018年12月16日 |
| 第七集 | 《大国之盾》 | 2018年12月17日 |
| 第八集 | 《共同命运》 | 2018年12月17日 |